# Pavonia mollissima
Pavonia mollissima là một loài thực vật có hoa trong họ Cẩm quỳ. Loài này được (Garcke) Ulbr. mô tả khoa học đầu tiên năm 1920.